# مرد در حال قدم‌زدن ۱
مرد در حال قدم‌زدن ۱ (L'Homme qui marche I) تندیسی از جنس مفرغ در اندازهٔ پیکرهٔ انسانی از پیکره‌ساز سوئیسی، آلبرتو جاکومتی است. شش نمونه از این تندیس در مجموعه‌های خصوصی و موزه‌های جهان موجود است.
دو تندیس «مرد در حال قدم‌زدن ۱» و «زن ایستاده ۱» اثر آلبرتو جاکومتی در موزه هنرهای معاصر تهران نگه‌داری می‌شوند. تندیس «مرد در حال قدم‌زدن ۱» بر روی اسکناس‌های ۱۰۰ فرانکی سوئیس نقش بسته‌است.
در فوریهٔ ۲۰۱۰ یک نمونه از این تندیس در حراجی در لندن به قیمت ۱۰۴٫۳ میلیون دلار (۶۵ میلیون پوند) به فروش رفت که بیشترین مبلغ پرداختی برای یک اثر هنری تا آن زمان بود. کمیاب بودن کارهای جاکومتی از دلایل بالا رفتن قیمت این تندیس دانسته می‌شود. خریدار اثر، لیلی صفرا، مجموعه‌دار لبنانی بود.

## توصیف
تندیس مرد در حال قدم‌زدن ۱ در ابعاد واقعی یک انسان ساخته شده است و نشان‌دهندهٔ مردی در حال قدم‌زدن با دست‌ها و پاهای لاغر و درازتر از حد معمول است. دست‌ها در دو طرف بدن قرار گرفته‌اند. این تندیس در سال ۱۹۶۱ و در دورهٔ پختگی جاکومتی ساخته شده است و اوج آزمایش فرم انسان توسط جاکومتی را نشان می‌دهد. این تندیس از کارهای شاخص جاکومتی و از آثار قابل توجه هنر مدرن دانسته می‌شود.